# John Hayes (rugby à XV)
Pour les articles homonymes, voir John Hayes.

a Compétitions nationales et continentales officielles uniquement.

b Matchs officiels uniquement.
Dernière mise à jour le 7 février 2013.
John James « Bull » Hayes, né le 2 novembre 1973 à Limerick (Irlande), est un joueur de rugby à XV international irlandais évoluant au poste de pilier. Il a joué l'ensemble de sa carrière avec la province du Munster Rugby.

## Carrière

### Clubs successifs
- Bruff RFC
- Shannon RFC
- Invercargill
- Shannon RFC
- Bruff RFC (2004-)

### Province
- Munster Rugby (1998-2011)

Il annonce qu'il prend sa retraite sportive le 26 décembre 2011 après une dernière rencontre contre la province du Connacht. Titulaire, il est remplacé en seconde mi-temps et le public le remercie par une ovation debout.

### En équipe nationale
Il dispute son premier test match le 19 février 2000 contre l'Écosse. Il dispute les quatre derniers matchs du tournoi des six nations 2000 et depuis il dispute tous les matchs des tournois suivants (dix éditions, quarante-sept matchs), il est le premier choix à son poste. Il compte 51 matchs disputés dans le tournoi au 14 février 2010. Soit un de plus que Philippe Sella et cinq de moins que Mike Gibson, détenteur du record avec 56 sélections dans le tournoi. 
Il dispute les Coupes du monde 2003 et 2007. Il est sélectionné dans le groupe de préparation pour la coupe du monde 2011 en août, mais est écarté du groupe définitif de 30 qui partira en Nouvelle-Zélande.
En mars 2009, lors du match Tournoi des six nations 2009 face à l'Écosse, il succède à Malcolm O'Kelly au classement des Irlandais comptant le plus de sélections. Lors du match du Angleterre -Irlande du Tournoi des six nations 2010, remporté 20 à 16 par les Irlandais à Twickenham, il devient le premier irlandais à atteindre le nombre de cent tests avec sa sélection. Il est plus tard dépassé pour le record des sélections irlandais par Brian O'Driscoll.
Pendant une décennie, il incarne la première ligne irlandaise et constitue un cadre essentiel du pack irlandais et de sa mêlée. Il fait partie de l'équipe irlandaise victorieuse du grand chelem lors du Tournoi des six nations 2009.
Il fut fréquemment associé à son compatriote Marcus Horan au poste de pilier gauche en équipe nationale.

## Palmarès
- Coupe d'Europe 2006, 2008

## Sélection nationale
John Hayes obtient 105 capes, dont 99 en tant que titulaire, entre le 19 février 2000 à Lansdowne Road contre l'Écosse et le 6 août 2011 à Murrayfield contre ce même adversaire.
Il participe à onze éditions du Tournoi des Six Nations, en 2000, 2001, 2002, 2003, 2004, 2005, 2006, 2007, 2008, 2009, 2010. Il dispute 54 matchs dans cette compétition, tous en tant que titulaire, et inscrit un essai. Ces 54 matchs sont consécutifs : le seul match manqué dans cette compétition est le premier de l'édition 2000 face à l'Angleterre.
Il participe également à deux Coupes du monde. En 2003, il joue cinq matchs, face à la Roumanie, Namibie, Argentine, Australie, France, étant seulement remplaçant lors de la première de ces rencontres. En 2007, il dispute quatre rencontres, toutes en tant que titulaire, face à la Namibie, la Géorgie, la France et  l'Argentine.
Il obtient également deux sélections avec les Lions lors de la tournée en 2005 en Nouvelle-Zélande, face à l'Argentine et lors de la tournée en 2009 en Afrique du Sud. Il dispute au total sept rencontres avec les Lions, cinq en 2005 et deux en 2009.

## Distinctions
En mai 2012, il devient le douzième irlandais à être introduit au sein du IRUPA Hall Of Fame.